# Günther Maritschnigg
Günther Maritschnigg (* 7. November 1933 in Bochum; † 22. Januar 2013) war ein deutscher Ringer und Silbermedaillengewinner bei den Olympischen Spielen 1960 in Rom.

## Werdegang
Günther Maritschnigg begann als Jugendlicher beim Kraftsportverein Brambauer mit dem Ringen. Der gelernte Maschinenschlosser wechselte später zum Kraftsportverein Westerfilde und danach zum Bundesligisten SU Annen. Günther rang hauptsächlich im griech.-römischen Stil. Er war ein Spätstarter, der im Alter von 26 Jahren 1959 seine erste und einzige deutsche Meisterschaft im Weltergewicht gewann. Es folgte eine kurze aber erfolgreiche internationale Ringerlaufbahn, die im Gewinn der Silbermedaille bei den Olympischen Spielen in Rom 1960 im Weltergewicht, griech.-röm. Stil gipfelte. Für diese Spiele hatte sich Günther für die gesamtdeutsche Olympiamannschaft durch einen Sieg in den Ausscheidungsturnieren vor Alfred Tischendorf aus Jena u. Werner Hoppe aus Köllerbach qualifiziert.
Für den Gewinn der Silbermedaille wurde er vom Bundespräsidenten am 9. Dezember 1960 mit dem Silbernen Lorbeerblatt ausgezeichnet.
In Rom zeigte er hervorragende Kämpfe und gewann mit fünf Siegen verdientermaßen die Silbermedaille. Im Finale hatte er allerdings gegen den Türken Mithat Bayrak, der in späteren Jahren zu Maritschniggs Ortsrivalen, dem KSV Witten 07 wechselte, keine Siegchance.
Bei der Weltmeisterschaft 1961 in Yokohama startete Günther Maritschnigg in beiden Stilarten. Während er im freien Stil im Weltergewicht auf den 7. Rang kam, erreichte er im griech.-römischen Stil einen guten fünften Platz.
Ab 1962 wurde Günther Maritschnigg von Georg Utz aus Kornwestheim und Peter Nettekoven aus Duisdorf aus der Spitzenposition im Weltergewicht in Deutschland verdrängt.

### Internationale Erfolge
(OS = Olympische Spiele, WM = Weltmeisterschaft, GR = griech.-röm. Stil, F = freier Stil, We = Weltergewicht, Mi = Mittelgewicht)
- 1960, Silbermedaille, OS in Rom, GR, We, mit Siegen über Sachihiko Takeda, Japan, Hicham Ido, Libanon, Fritz Fivian, USA, Matti Laakso, Finnland u. René Schiermeyer, Frankreich u. Niederlagen gegen Kiril Petkow, Bulgarien u. Mithat Bayrak, Türkei;

- 1961, 1. Platz, Turnier in Salzburg, GR, We, vor Antal Rizmayer, Ungarn u. Stevan Horvat, Jugoslawien;

- 1961, 7. Platz, WM in Yokohama, F, We, mit einem Unentschieden gegen Mahmut Atalay, Türkei u. Niederlagen gegen Yutaka Kaneko, Japan u. Mihail Bekmurzow, UdSSR;

- 1961, 5. Platz, WM in Yokohama, GR, We, mit einem Unentschieden gegen Jaan Roots, UdSSR u. einer Niederlage gegen Stevan Horvat

### Wichtigste Länderkämpfe
- 1959, BRD gegen Schweden, GR, We, Punktsieger über Ake Karlsson,
- 1960, Frankreich gegen BRD, Punktsieger über René Schiermeyer,
- 1960, UdSSR gegen BRD, GR, We, Punktniederlage gegen David Gwandzeladze,
- 1960, UdSSR gegen BRD, GR, We, Punktniederlage gegen Jaan Roots,
- 1961, BRD gegen UdSSR, GR, We, Punktniederlage gegen David Gwandzeladze,
- 1961, BRD gegen UdSSR, GR, We, Punktniederlage gegen Jaan Roots,
- 1963, BRD gegen Dänemark, GR, W, Unentschieden gegen Bjarne Ansbol,
- 1965, BRD gegen UdSSR, GR, Mi, Punktniederlage gegen Anatoli Kirow

### Deutsche Meisterschaften
- 1959, 1. Platz, GR, We, vor Rolf Ellerbrock, Dortmund u. Werner Bodamer, Kirchheim,
- 1961, 2. Platz, GR, We, hinter Otto Schmittner, Aschaffenburg u. vor Siegfried Mangold, Botnang,
- 1965, 2. Platz, GR, We, hinter Peter Nettekoven, Duisdorf u. Anton Erne, Baienfurt